# Luca Lý Kính Phong
Luca Lý Kính Phong (tiếng Trung: 李鏡峰, Lucas Li Jing-feng; 1922 – 2017) là một giám mục người Trung Quốc của Giáo hội Công giáo Rôma. Ông từng đảm nhận chức vụ Giám mục Chánh tòa Giáo phận Phượng Tường từ năm 1983 cho đến khi qua đời.

## Tiểu sử
Luca Lý Kính Phong sinh ngày 26 tháng 2 năm 1922, người huyện Cao Lăng, tỉnh Thiểm Tây (Trung Quốc, trong một gia đình Công giáo nhiệt thành. Sau thời gian tu tập, ngày 26 tháng 6 năm 1947, ông được thụ phong chức linh mục.
Năm 1979, Tòa Thánh loan tin bổ nhiệm linh mục Luca Lý Kính Phong làm Giám mục Phó Giáo phận Phượng Tường. Lễ tấn phong giám mục của ông được tổ chức ngày 25 tháng 4 năm 1980. Khẩu hiệu giám mục của ông là In nomine Domini (Nhân danh Chúa). Ngày 14 tháng 2 năm 1983, ông kế nhiệm chức vụ Giám mục Chánh tòa Giáo phận này.
Chính quyền Trung Quốc ban đầu không thừa nhận chức vụ giám mục của ông. Trong hơn 20 năm, ông thực nhiện nhiệm vụ của mình như một giám mục hầm trú. Mãi đến năm 2004, chính quyền Trung Quốc mới chịu thừa nhận chức vị Giám mục Phượng Tường của ông và cởi mở bớt những hạn chế. Tháng 9 năm 2005, ông cùng các giám mục Alôsiô Kim Lỗ Hiền (Giám mục Thượng Hải), Antôn Lý Đốc An (Tổng giám mục Tây An), Giuse Ngụy Cảnh Nghi (Phủ doãn Tông Tòa Tề Cáp Nhĩ) đến Roma dự Hội nghị Giám mục Toàn cầu.
Ông qua đời vào ngày 17 tháng 11 năm 2017, hưởng thọ 95 tuổi.